# Maria Monk
Maria Monk (Dorchester, 27. lipnja 1816. – Roosevelt Island, New York City, New York, 1849.) bila je Kanađanka koja je tvrdila da je bila rimokatolička redovnica koju su seksualno iskoristili u samostanu. Navodno je napisala knjigu Awful Disclosures of Maria Monk.
Prema Mariji, redovnice iz njezina samostana bile su prisiljene na seks sa svećenicima. Ako bi časna sestra rodila dijete, ono bi bilo kršteno i zadavljeno te bačeno u podrum.
Marijina je knjiga objavljena u vrijeme protukatoličke kampanje na sjeveru Sjeverne Amerike.
Maria je navodno ostala trudna te je pobjegla iz samostana jer nije htjela da njeno dijete bude uništeno. Svoju je priču ispričala protestantu Johnu Jayu Slocumu. Njezina je knjiga bila čitana i mnogi su joj povjerovali.
Čini se da je Maria lagala jer nisu otkriveni nikakvi dokazi da je u samostanu vladalo stanje kakvo je ona opisala u knjizi.

## Obitelj
Maria je bila kći Williama Monka i Isabelle Mills, a imala je dvoje djece te se udala.